# Фазан-вухань тибетський
Фазан-вухань тибетський (Crossoptilon harmani) — вид куроподібних птахів родини фазанових. Поширений у Тибетському регіоні.

## Назва
Вид названо на честь британського офіцера Генрі Джона Гармана (1850—1883), який досліджував Гімалаї і першим виявив цього птаха. Орнітолог Генрі Джон Елвес відвідав Гармана в його будинку в Дарджилінгу в Індії і знайшов шкуру фазана, що висіла на його стіні. Він визнав це новим видом, хоча зразок був у поганому стані.

## Поширення
Птах був зареєстрований у південно-східному Тибеті (Китай), і принаймні в одному місці на крайній півночі штату Аруначал-Прадеш, (Індія). Він локально поширений і адаптований до порушених середовищ існування.
Трапляється у високих густих чагарниках у сухих річкових долинах, на кордонах змішаних широколистяних і хвойних лісів і на трав'янистих схилах пагорбів на висотах від 3000 до 5000 м, і навіть взимку рідко опускається нижче 2400—2300 метрів.

## Опис
Довжина самця 85—90 см, з яких 45—50 см припадає на хвіст, вага 2200—2500 г. Самиця трохи менша: 80—85 см в довжину, з яких 40—45 см припадає на хвіст, при вазі 1500—2000 г.
Цей вид має досить кремезну структуру і, як і всі представники роду Crossoptilon, майже непомітний статевий диморфізм, обмежений лише деякими деталями: наприклад, у самців шпори мають округлу основу і, як правило, дуже помітні та великі, тоді як у самиць вони зазвичай відсутні або, ледве помітні, та мають яйцеподібну основу. Крім того, самці також мають помітніші карункули, і, крім того, мають більший розмір. В обох статей забарвлення в цілому сіро-коричневе, з тенденцією до світло-попелясто-сірого на спині та черевній частині. Верх прикрашений коротким оксамитовим чорним пір'ям. Починаючи від основи потилиці, бічні частини голови голі з яскраво-червоною голою шкірою; з горла, яке має білий колір, виходять два вушних пучки пір'я, які у цього виду ледве помітні. Хвіст складається з лежачих подовжених пір'їн, які загнуті до кінця зі світло-коричнево-сірою основою; він здається більшим завдяки рясній бахромі, що складається з довгих ниткоподібних пір'їн темного коричнево-зеленого кольору з мідно-блакитними та фіолетовими металевими переливами.

## Спосіб життя
Більшу частину дня фазан проводить у пошуках їжі. Залежно від пори року або місцевості, в якій він живе, раціон складається здебільшого з трав та насіння, пагонів, листя, квітів, бруньок, дикого гороху, фруктів, ягід, цибулин, м'ясистих коренів та бульби, які він викопує завдяки своїм потужним кігтям. У репродуктивний період його їжа — павуки, багатоніжки, лускокрилі, жуки, личинки та інші комахи та іноді дрібні хребетні.
У сезон розмноження дорослі самці та самиці утворюють моногамну пару, і кожна пара дає один виводок на рік. Відкладання яєць відбувається з середини квітня до початку червня, і тільки самиці висиджують яйця.